# Клуб чистоти та гармонії (Японська імперія)
Клуб Сейва або «Клуб чистоти та гармонії» була японською політичною партією, що діяла в Японській імперії на початку 20 століття.
Політична партія «Клуб чистоти та гармонії» була створена в лютому 1918 року 28 членами парламенту Японської імперії, які відкололись від «Товариство нової політики». У грудні 1918 року «Клуб чистоти та гармонії» об'єднався з групою незалежних членів парламенту Японської імперії, щоб сформувати «Незалежну групу», яка згодом стала «Клуб справедливості та дружби».